# Glyphiulus granulatus
Glyphiulus granulatus är en mångfotingart som först beskrevs av Paul Gervais 1847.  Glyphiulus granulatus ingår i släktet Glyphiulus och familjen Glyphiulidae. Inga underarter finns listade i Catalogue of Life.